# راچندورف

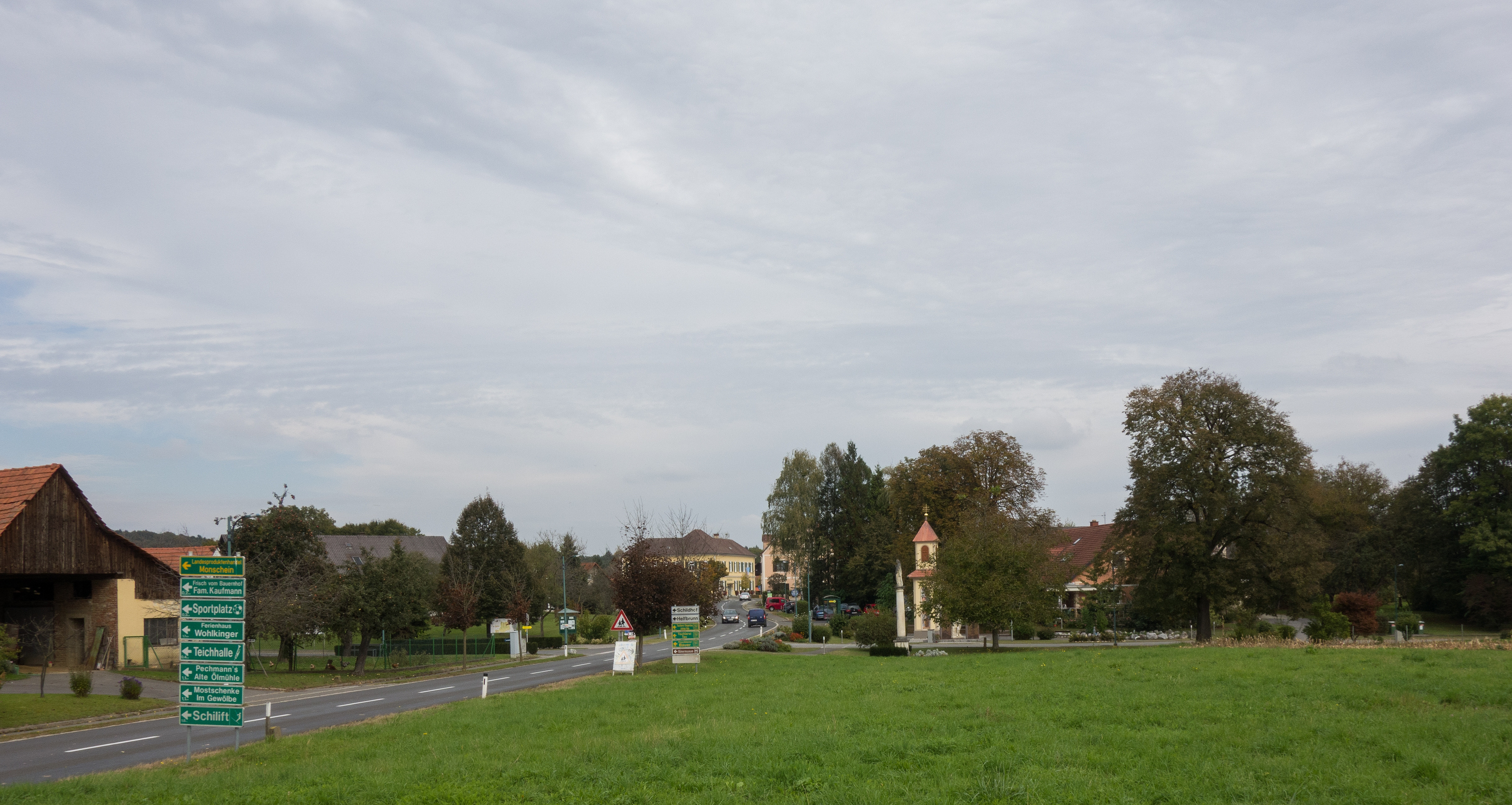

راچندورف (به آلمانی: Ratschendorf) یک منطقهٔ مسکونی در اتریش است که در زودوست‌اشتایرمارک واقع شده‌است. راچندورف ۱۰٫۳۹ کیلومتر مربع مساحت دارد ۲۴۰ متر بالاتر از سطح دریا واقع شده‌است.